# ساموئل گلدوین پروداکشنز
ساموئل گلدوین پروداکشنز (انگلیسی: Samuel Goldwyn Productions) یک شرکت فیلم‌سازی در ایالات متحده آمریکا بوده.
این شرکت که توسط ساموئل گلدوین تأسیس شده از سال ۱۹۲۳ تا ۱۹۵۹ فعال بوده است.

## فیلم‌شناسی
| تاریخ توزیع     | عنوان                                   | توزیع کننده      | توضیحات |
| --------------- | --------------------------------------- | ---------------- | ------- |
| ۶ سپتامبر ۱۹۲۳  | Potash and Perlmutter                   | فرست نشنال       |         |
| ۲۴ ژانویه ۱۹۲۴  | The Eternal City                        | فرست نشنال       |         |
| ۳ آوریل ۱۹۲۴    | Cytherea                                | فرست نشنال       |         |
| ۲۹ سپتامبر ۱۹۲۴ | In Hollywood with Potash and Perlmutter | فرست نشنال       |         |
| ۳ مه ۱۹۲۵       | His Supreme Moment                      | فرست نشنال       |         |
| ۱۸ ژوئن ۱۹۲۵    | A Thief in Paradise                     | فرست نشنال       |         |
| ۲۷ سپتامبر ۱۹۲۵ | The Dark Angel                          | فرست نشنال       |         |
| ۱۶ نوامبر ۱۹۲۵  | Stella Dallas                           | یونایتد آرتیستس  |         |
| ۱۵ فوریه ۱۹۲۶   | Partners Again                          | یونایتد آرتیستس  |         |
| ۱۴ اکتبر ۱۹۲۶   | The Winning of Barbara Worth            | یونایتد آرتیستس  |         |
| ۲۷ ژانویه ۱۹۲۷  | The Night of Love                       | یونایتد آرتیستس  |         |
| ۱۸ سپتامبر ۱۹۲۷ | The Magic Flame                         | یونایتد آرتیستس  |         |
| ۳ نوامبر ۱۹۲۷   | The Devil Dancer                        | یونایتد آرتیستس  |         |
| ۲۳ مارس ۱۹۲۸    | Two Lovers                              | یونایتد آرتیستس  |         |
| ۱۷ نوامبر ۱۹۲۸  | The Awakening                           | یونایتد آرتیستس  |         |
| ۱۲ ژانویه ۱۹۲۹  | The Rescue                              | یونایتد آرتیستس  |         |
| ۲ مه ۱۹۲۹       | بولداگ درومند                           | یونایتد آرتیستس  |         |
| ۲۲ ژوئن ۱۹۲۹    | This Is Heaven                          | یونایتد آرتیستس  |         |
| ۳ نوامبر ۱۹۲۹   | محکوم                                   | یونایتد آرتیستس  |         |
| ۲۴ ژوئیه ۱۹۳۰   | Raffles                                 | یونایتد آرتیستس  |         |
| ۵ اکتبر ۱۹۳۰    | بزن‌بکوب!                                | یونایتد آرتیستس  |         |
| ۲۰ دسامبر ۱۹۳۰  | The Devil to Pay!                       | یونایتد آرتیستس  |         |
| ۱۴ ژانویه ۱۹۳۱  | One Heavenly Night                      | یونایتد آرتیستس  |         |
| ۵ سپتامبر ۱۹۳۱  | Street Scene                            | یونایتد آرتیستس  |         |
| ۳ اکتبر ۱۹۳۱    | Palmy Days                              | یونایتد آرتیستس  |         |
| ۲۸ اکتبر ۱۹۳۱   | The Unholy Garden                       | یونایتد آرتیستس  |         |
| ۱۷ دسامبر ۱۹۳۱  | Tonight or Never                        | یونایتد آرتیستس  |         |
| ۲۶ دسامبر ۱۹۳۱  | ارواسمیت                                | یونایتد آرتیستس  |         |
| ۱۳ فوریه ۱۹۳۲   | The Greeks Had a Word for Them          | یونایتد آرتیستس  |         |
| ۱۷ نوامبر ۱۹۳۲  | The Kid from Spain                      | یونایتد آرتیستس  |         |
| ۲۴ دسامبر ۱۹۳۲  | Cynara                                  | یونایتد آرتیستس  |         |
| ۳ سپتامبر ۱۹۳۳  | The Masquerader                         | یونایتد آرتیستس  |         |
| ۲۹ دسامبر ۱۹۳۳  | Roman Scandals                          | یونایتد آرتیستس  |         |
| ۱ فوریه ۱۹۳۴    | Nana                                    | یونایتد آرتیستس  |         |
| ۱ نوامبر ۱۹۳۴   | We Live Again                           | یونایتد آرتیستس  |         |
| ۱۰ نوامبر ۱۹۳۴  | Kid Millions                            | یونایتد آرتیستس  |         |
| ۸ مارس ۱۹۳۵     | The Wedding Night                       | یونایتد آرتیستس  |         |
| ۸ سپتامبر ۱۹۳۵  | The Dark Angel                          | یونایتد آرتیستس  |         |
| ۱۳ اکتبر ۱۹۳۵   | Barbary Coast                           | یونایتد آرتیستس  |         |
| ۲۲ نوامبر ۱۹۳۵  | Splendor                                | یونایتد آرتیستس  |         |
| ۲۴ ژانویه ۱۹۳۶  | Strike Me Pink                          | یونایتد آرتیستس  |         |
| ۱۸ مارس ۱۹۳۶    | این سه نفر                              | یونایتد آرتیستس  |         |
| ۲۳ سپتامبر ۱۹۳۶ | دادزوورث                                | یونایتد آرتیستس  |         |
| ۶ نوامبر ۱۹۳۶   | Come and Get It                         | یونایتد آرتیستس  |         |
| ۲۵ دسامبر ۱۹۳۶  | Beloved Enemy                           | یونایتد آرتیستس  |         |
| ۷ مه ۱۹۳۷       | Woman Chases Man                        | یونایتد آرتیستس  |         |
| ۶ اوت ۱۹۳۷      | استلا دالاس                             | یونایتد آرتیستس  |         |
| ۲۷ اوت ۱۹۳۷     | بن‌بست                                   | یونایتد آرتیستس  |         |
| ۹ نوامبر ۱۹۳۷   | The Hurricane                           | یونایتد آرتیستس  |         |
| ۴ فوریه ۱۹۳۸    | The Goldwyn Follies                     | یونایتد آرتیستس  |         |
| ۱۵ آوریل ۱۹۳۸   | The Adventures of Marco Polo            | یونایتد آرتیستس  |         |
| ۱۷ نوامبر ۱۹۳۸  | The Cowboy and the Lady                 | یونایتد آرتیستس  |         |
| ۷ آوریل ۱۹۳۹    | بلندی‌های بادگیر                         | یونایتد آرتیستس  |         |
| ۱۸ اوت ۱۹۳۹     | They Shall Have Music                   | یونایتد آرتیستس  |         |
| ۲۹ سپتامبر ۱۹۳۹ | The Real Glory                          | یونایتد آرتیستس  |         |
| ۲۹ دسامبر ۱۹۳۹  | رافلز                                   | یونایتد آرتیستس  |         |
| ۲۰ سپتامبر ۱۹۴۰ | The Westerner                           | یونایتد آرتیستس  |         |
| ۲۹ اوت ۱۹۴۱     | روباه‌های کوچک (فیلم)                    | آر.ک.ئو          |         |
| ۲ دسامبر ۱۹۴۱   | توپ آتش                                 | آر.ک.ئو          |         |
| ۱۴ ژوئیه ۱۹۴۲   | The Pride of the Yankees                | آر.ک.ئو          |         |
| ۲۷ ژانویه ۱۹۴۳  | They Got Me Covered                     | آر.ک.ئو          |         |
| ۱۲ ژوئن ۱۹۴۳    | Spitfire                                | آر.ک.ئو          | [ ۱ ]   |
| ۴ نوامبر ۱۹۴۳   | The North Star                          | آر.ک.ئو          |         |
| ۱۷ فوریه ۱۹۴۴   | Up in Arms                              | آر.ک.ئو          |         |
| ۱۷ نوامبر ۱۹۴۴  | The Princess and the Pirate             | آر.ک.ئو          |         |
| ۸ ژوئن ۱۹۴۵     | Wonder Man                              | آر.ک.ئو          |         |
| ۲۱ مارس ۱۹۴۶    | The Kid from Brooklyn                   | آر.ک.ئو          |         |
| ۲۱ نوامبر ۱۹۴۶  | The Best Years of Our Lives             | آر.ک.ئو          |         |
| ۴ اوت ۱۹۴۷      | The Secret Life of Walter Mitty         | آر.ک.ئو          |         |
| ۹ دسامبر ۱۹۴۷   | The Bishop's Wife                       | آر.ک.ئو          |         |
| ۱۹ اکتبر ۱۹۴۸   | A Song Is Born                          | آر.ک.ئو          |         |
| ۱۱ دسامبر ۱۹۴۸  | Enchantment                             | آر.ک.ئو          |         |
| ۱۸ اوت ۱۹۴۹     | روزانا مک‌کوی                            | آر.ک.ئو          |         |
| ۲۵ دسامبر ۱۹۴۹  | دل نادان من                             | آر.ک.ئو          |         |
| ۲۷ ژوئیه ۱۹۵۰   | Our Very Own                            | آر.ک.ئو          |         |
| ۲ اوت ۱۹۵۰      | Edge of Doom                            | آر.ک.ئو          |         |
| ۲۲ دسامبر ۱۹۵۱  | I Want You                              | آر.ک.ئو          |         |
| ۲۵ نوامبر ۱۹۵۲  | هانس کریستین اندرسن                     | آر.ک.ئو          |         |
| ۳ نوامبر ۱۹۵۵   | مردها و عروسک‌ها                         | مترو گلدوین مایر |         |
| ۲۴ ژوئن ۱۹۵۹    | پورگی و بس                              | کلمبیا پیکچرز    |         |